# Хосе Мануел Пинто
Хосе Мануел Пинто Колорадо (шп. José Manuel Pinto Colorado; 8. новембар 1975) бивши је шпански фудбалер који је играо на позицији голмана.
Након 10 проведених сезона у Селти где је одиграо преко 200 утакмица у свим такмичењима, потписао је уговор са Барселоном и углавном био замена Виктору Валдезу па је највише играо у купу и са Барселоном освојио бројне титуле међу којима су три првенства Шпаније и две Лиге шампиона.

## Успеси

### Клупски
Селта
- Интертото куп: 2000.

Барселона
- Прва лига Шпаније: 2008/09, 2010/11, 2012/13.
- Куп Шпаније: 2008/09, 2011/12.
- Суперкуп Шпаније: 2009, 2010, 2011, 2013.
- УЕФА Лига шампиона: 2008/09, 2010/11.
- УЕФА суперкуп: 2009, 2011.
- Светско клупско првенство: 2009.

### Индивидуални
- Награда Рикардо Замора: 2005/06.[2]